# Hebat
Hebat (Hepat vagy Khepat, Ḫebat, ejtése *[ḫi(:)bat]) a hurrik anyaistennője, minden élő anyja, Tessub felesége és Szarruma anyja. Sokszor a Tessub név birtokos esetével Teššuppe (*[ti(:)suppi], ugariti ḫbt vagy tṯp) a neve. Eredetileg talán Kubaba volt, aki egész Mezopotámiában a szentélyek védnöke volt. A hurrikon keresztül juthatott el a hettitákhoz, ahol a hurri hannasz (=anya) szóból képzett Hannahannah néven tisztelték. Ugyanakkor később az arinnai Napistennővel is azonosult. Eredeti Kubaba alakjában az egyik legfontosabb újhettita állam, Karkemis főistene lett. A Kubaba-Hebat istennő még későbbi megfelelője a phrügiai Kübelé, akit a rómaiak Cybele néven ismertek. A név a nőnemet jelző t-hang nélkül is elterjedt, főleg Szírián kívül, például az urartui Khuba.
Hebat szent állata az oroszlán volt.
Hebat neve nagyon sok személynévben is feltűnik, ami általános tiszteletét jelzi. Ilyen volt Jeruzsálem első ismert uralkodója, az i. e. 14. századi Abdi-Heba, valamint Puduhepa hettita királyné és illetve két, III. Amenhotep fáraóhoz feleségül ment hercegnő, Giluhepa és Taduhepa is.

## Külső hivatkozások
- Hettita és hurrita mitológia